# Issportspalads Sibir
Issportsplads "Sibir" (russisk: Ледовый Дворец Спорта «Сибирь», tr. Ledovyj Dvorets Sporta "Sibir") er en multifunktionsarena beliggende i Novosibirsk, Rusland. Arenaen indeholder både en ishal, hvor tilskuerkapaciteten er 6.055, samt faciliteter for bl.a. kunstskøjteløb, atletik og dans. 
Hallen var hjemmebane for ishockeyklubben HK Sibir Novosibirsk, indtil den flyttede til den nyopførte Sibir-Arena i 2023.